# Koeleria macrantha
Koeleria macrantha là một loài thực vật có hoa trong họ Hòa thảo. Loài này được (Ledeb.) Schult. mô tả khoa học đầu tiên năm 1824.

## Hình ảnh

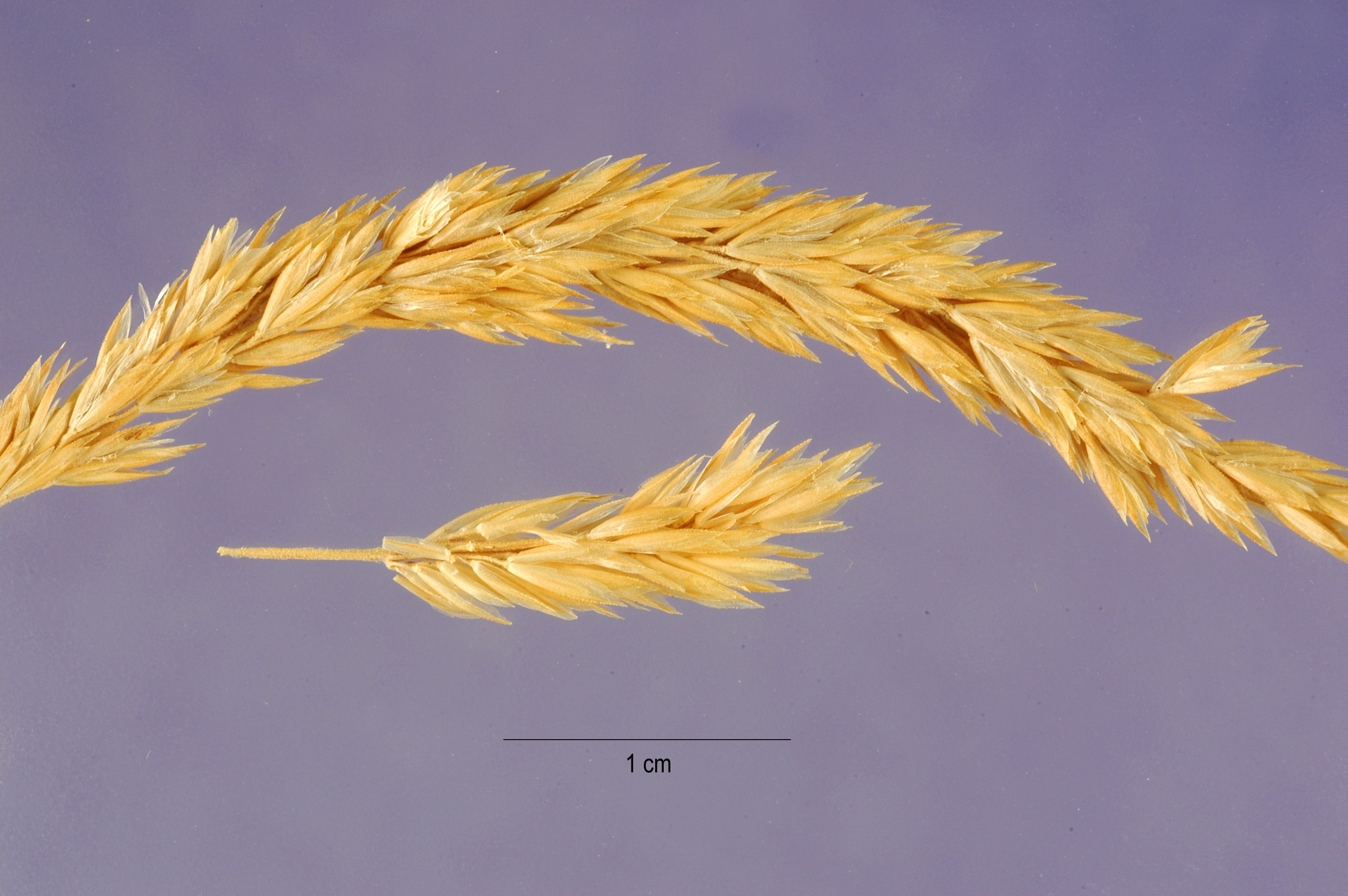
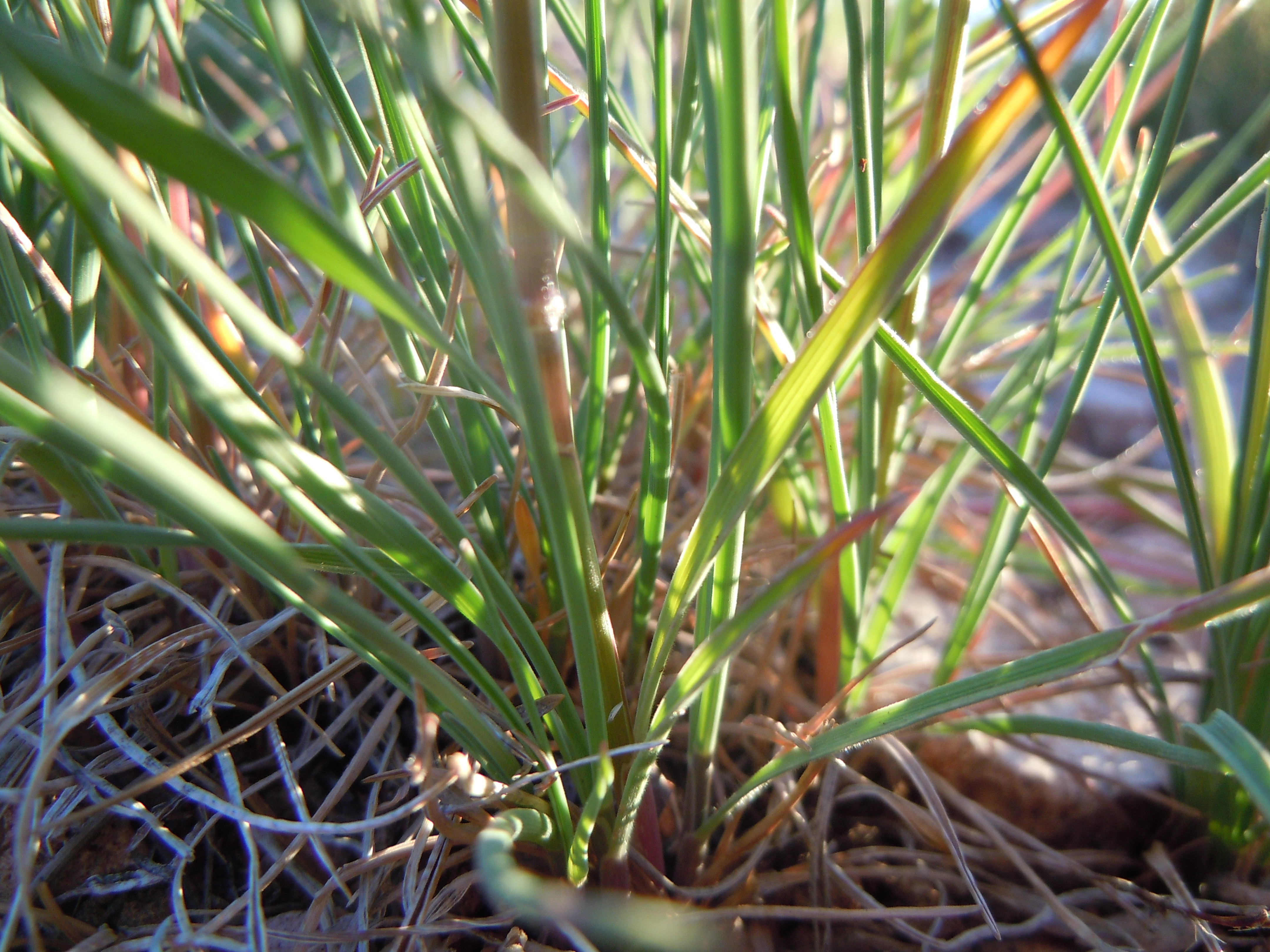
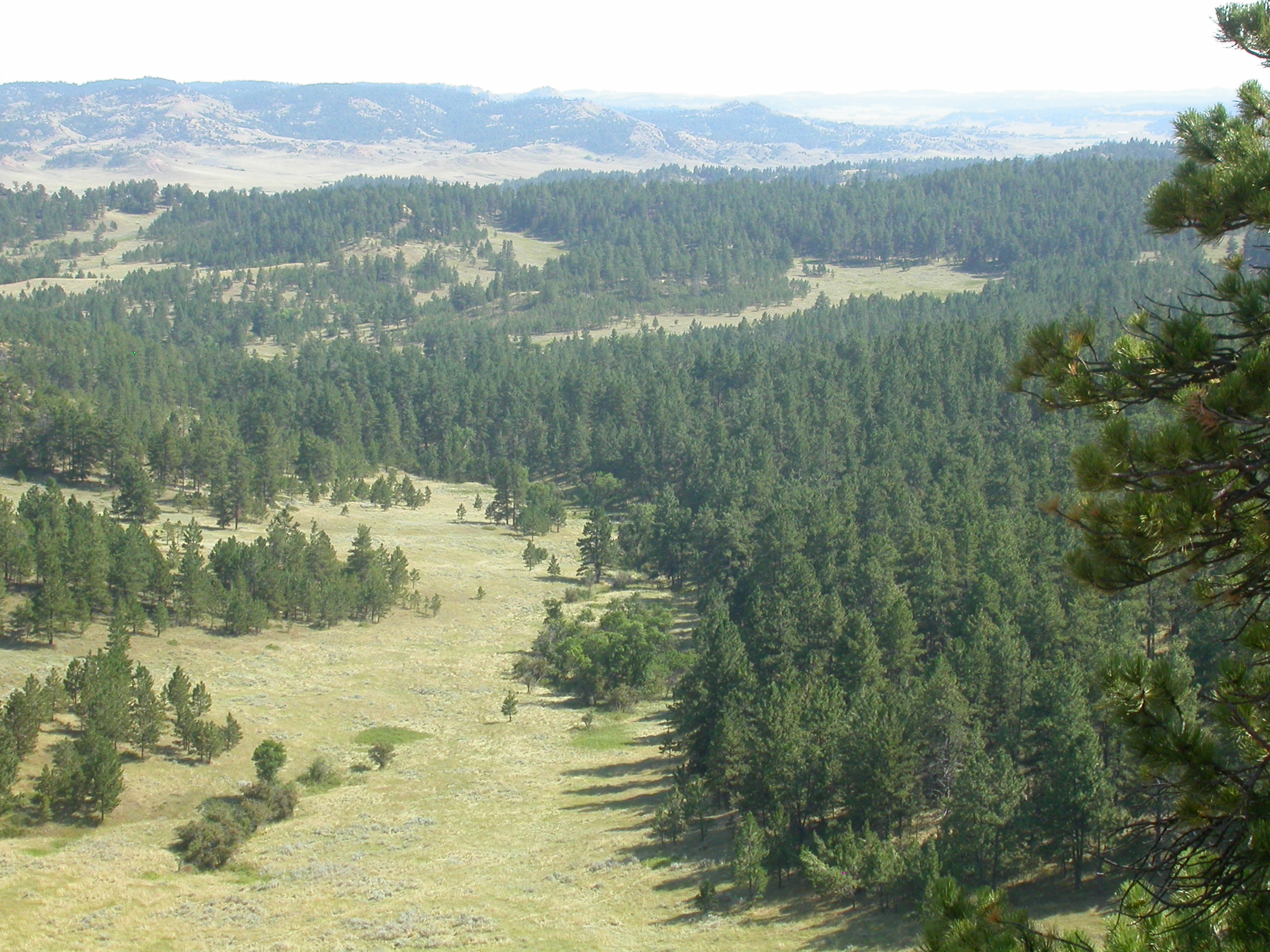
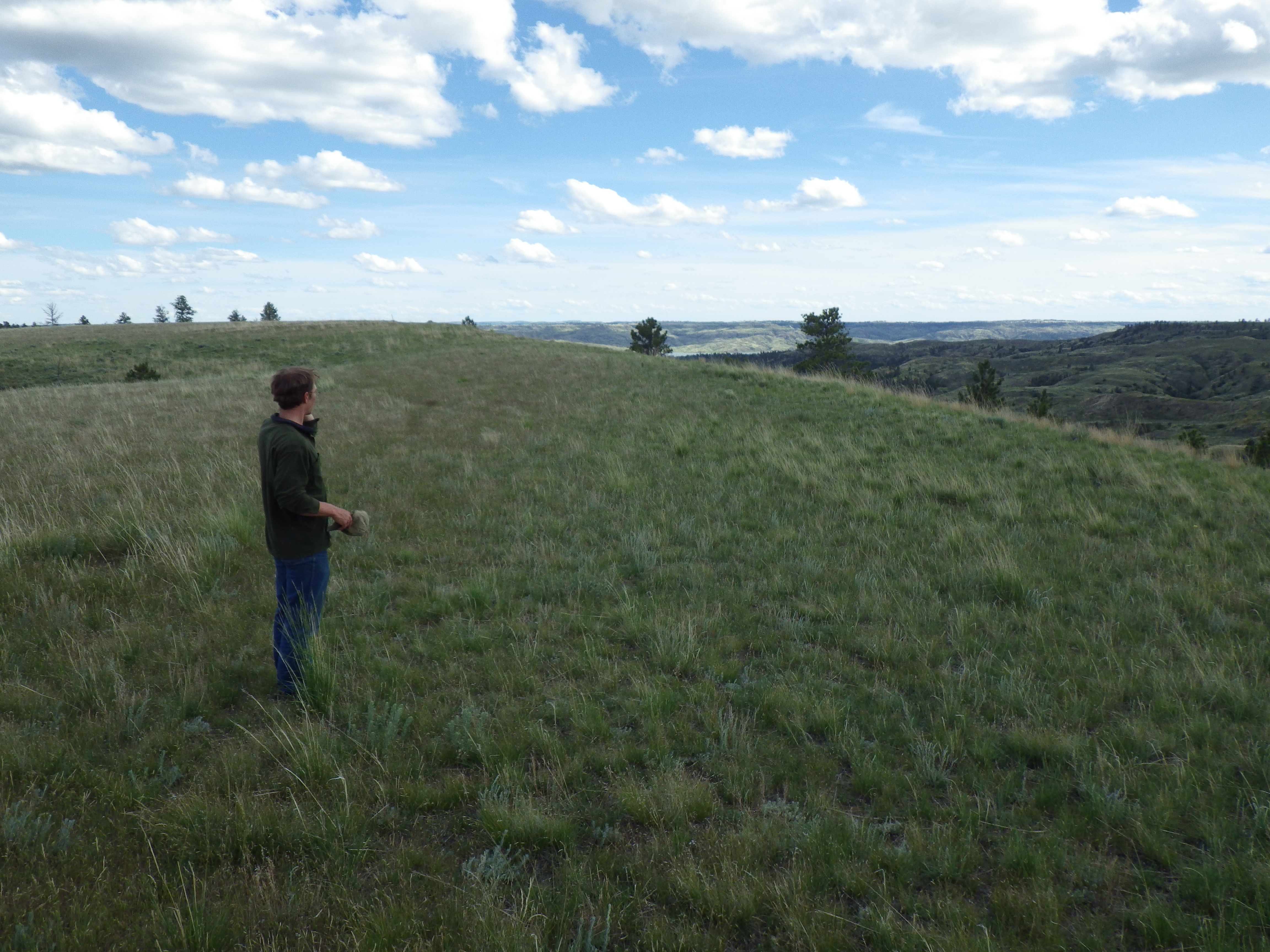